# ゴンサロ・リベイロ・テレス
ゴンサロ・リベイロ・テレス（ゴンサロ・ペレイラ・リベイロ・テレス、Gonçalo Pereira Ribeiro Telles, 1922年5月24日 - 2020年11月11日）は、ポルトガルの政治家、造園家。
リスボンで生まれ、リスボンで没した。
政治家としては、1974年に人民君主党を創設し、1992年に離党するまで党を率いた。1993年にはエコロジスト運動政党Movimento Partido da Terra（現在はMPT – Partido da Terraと呼ばれている）を共同設立し、主宰した。
また、民主同盟（ポルトガル）政権では生活の質担当大臣を務め、ポルトガルの政治家の中で最初にエコロジー問題に注意を喚起した一人であり、彼が率いた政党の小さな規模をはるかに超える影響力を持っていた。

## 学術と専門職としての経歴
1951年、リスボン工科大学農学部（Agronomy of the Technical University of Lisbon、ISA）を卒業後、同大学大学院農学研究科の造園学専攻を修了。
学業を終えてすぐにリスボン市役所で働き始めた。1963年、リベイロ・テレスは、ポルトガルにおけるランドスケープ・アーキテクチャーの先駆者であるフランシスコ・カルデイラ・カブラル（Francisco Caldeira Cabral）の弟子として、ISAで教鞭をとる。カルデイラ・カブラルとともに、1960年にポルトガルの樹木に関する参考文献『A Árvore in Portugal』を出版した。
リスボン市議会では、1955年に都市化研究室（技師ギマランイス・ロバトが室長）のランドスケープ・アーキテクトに就任するまで、植栽・庭園部門（1951～55年）に勤務し、1960年まで在籍した。
1971年から1974年までは、ランドスケープ・アーキテクトとして、住宅開発基金の生物物理学的計画と緑地部門の責任者も務めた。
彼のキャリアの中で最も有名なプロジェクトは、アントニオ・ヴィアナ・バレートから受託したカルースト・グルベンキアン財団の庭園であり、これにより彼は1975年のヴァルモール賞を受賞した。
また、首都リスボンでは、1998年から2002年にかけて、リスボン市議会の要請により、リスボン都市圏の主要および副次的な緑地構造を構想し、現在、さまざまな段階で実施されている。アルカンタラ渓谷とベンフィカ渓谷、チェラス渓谷、周辺公園、モンサント緑の回廊、リスボンの主要緑地構造への東部および西部リバーサイド・ゾーンの統合という一連のプロジェクトを挙げることができる。
彼の他のプロジェクトとしては、アルヴァラーデ（Alvalade (Lisbon)）のエスタカス地区の公共空間、レステロの聖ジェローム礼拝堂の庭園、1996年に設計されたエドゥアルド7世公園の隣にある聖ジョージ城の丘の植生を覆うアマリア・ロドリゲス邸庭園などが挙げられる。
また、客員正教授としてエヴォラ大学（University of Évora）で教鞭をとり、1990年代に造園学と生物物理工学の学位を取得した。
2013年4月には、ランドスケープ・アーキテクチャー界で最も重要な国際的栄誉賞であるサー・ジェフリー・ジェリコー賞を受賞した。

## 政治・公共活動
公的な活動は、ポルトガル・カトリック・アクションに連なる青年組織であるカトリック農業農村青年のメンバーとして開始した。
1945年には国立文化センターの設立に参画し、現在では同センターの第一会員であり、総会議長も務めている。
1957年、フランシスコ・ソウザ・タヴァレスとともに、人民君主運動に続く独立君主運動を創設した。
1958年には、ウンベルト・デルガド（Humberto Delgado）の大統領候補への支持を表明した。1959年には、弾圧サービスに関するサラザール宛書簡の署名者の一人であった。1967年、リスボン大洪水の際には、既存の都市化政策に反対する姿勢を公にした。
1969年、マリオ・ソアレス率いる民主統一選挙委員会（CEUD）連合で、ソアレス率いるポルトガル社会主義行動のリストに加わり、国民議会選挙に出馬する君主選挙委員会の一員となる。しかし、民主的野党の他のメンバーと同様、落選した。1971年、人民的君主運動、君主的民衆同盟、ポルトガル再生の3つの君主的抵抗運動の会合である君主的収束運動の創設に貢献。
1974年4月25日の革命後、フランシスコ・ローラン・プレト、ヘンリケ・バリラロ・ルアス、ジョアン・カモッサ・デ・サルダーニャ、アウグスト・フェレイラ・ド・アマラル、ルイス・コインブラらとともに君主制人民党を結成し、その「名簿」を主宰した。第一、第二、第三臨時政府では環境担当国務次官を務め、ソアレスが率いた第一憲法制定政府では同職の国務長官を務めた。
1979年、フランシスコ・サ・カルネイロ（Francisco Sá Carneiro）と組んで民主同盟を結成し、1979年、1980年、1983年と連続して共和国議会副議長に選出された。1981年から1983年にかけては、フランシスコ・ピント・バルセマン（Francisco Pinto Balsemão）が率いる第8代憲法制定政府の一員として、国務大臣および生活の質担当大臣を務めた。同大臣の時代には、国立農業保護区、国立生態保護区、市町村マスタープランの基礎となる保護区の設立など、土地利用と空間計画に関する体制の確立に大きな役割を果たした。
また、共和国議会の副議長として、環境基盤法、地域化法、ユーカリ植林調整法、廃棄物処理法、狩猟法、環境影響法の提案に携わった。
1984年、政府を去りPPMを離れた後、アルファチーニャ運動を立ち上げ、リスボン市議選に立候補して議員に当選。1985年、今度は無所属議員として共和国議会に復帰し、社会党（Socialist Party、PS）のリストで選出された。1993年、地球党運動を立ち上げ、2007年に議長職を辞任した。
2010年には、市民権・結婚綱領を統合し、当時ポルトガルで合法化されていた同性婚に反対を公言。2009年と2013年には、リスボン市議選でアントニオ・コスタ候補を支援した。
2016年、インディ・リスボア映画祭で、ジョアン・マーリオ・グリロ監督によるドキュメンタリー『A Vossa Terra - landscapes of Gonçalo Ribeiro Teles』が上映された。

## 賞与
- 1969年10月31日、アメリコ・トマス大統領により、科学的、文学的、芸術的功労により、サンティアゴ・ダ・エスパダ勲章のオフィシエ位を授与された[9]
- 1988年4月6日、マリオ・ソアレス大統領により、キリスト勲章大十字章を受章された[9]Portuguesa, Presidência da República.
- 1990年6月10日、マリオ・ソアレス大統領により、自由勲章大十字章を受章した[9]Portuguesa, Presidência da República.
- 2017年5月25日、マルセロ・レベロ・デ・ソウザ大統領により、インファンテ・D・エンリケ勲章大十字章が授与された[9]Portuguesa, Presidência da República.